# 2218 Вото
2218 Вото (2218 Wotho) — астероїд головного поясу, відкритий 10 січня 1975 року.
Тіссеранів параметр щодо Юпітера — 3,168.